# Dixie Lee (restaurant)
Dixie Lee est une chaîne de restauration rapide basée au Canada et aux États-Unis. Elle a été fondée en 1964 à Belleville, en Ontario. La majorité de ses restaurants se trouvent sur la Côte atlantique, surtout au Nouveau-Brunswick et à l'est du Québec. Sa spécialité est le fameux poulet frit, l'entreprise est l'une des principales concurrentes de la chaîne américaine Kentucky Fried Chicken.
Au Canada, il existe 2 franchiseurs : l'un (situé à Kingston) pour les restaurants Dixie Lee localisés en Ontario, l'autre (situé à Campbellton) pour les restaurants Dixie Lee localisés dans les provinces de l'Atlantique et du Québec.

## Liste des Dixie Lee du Canada

### En Ontario

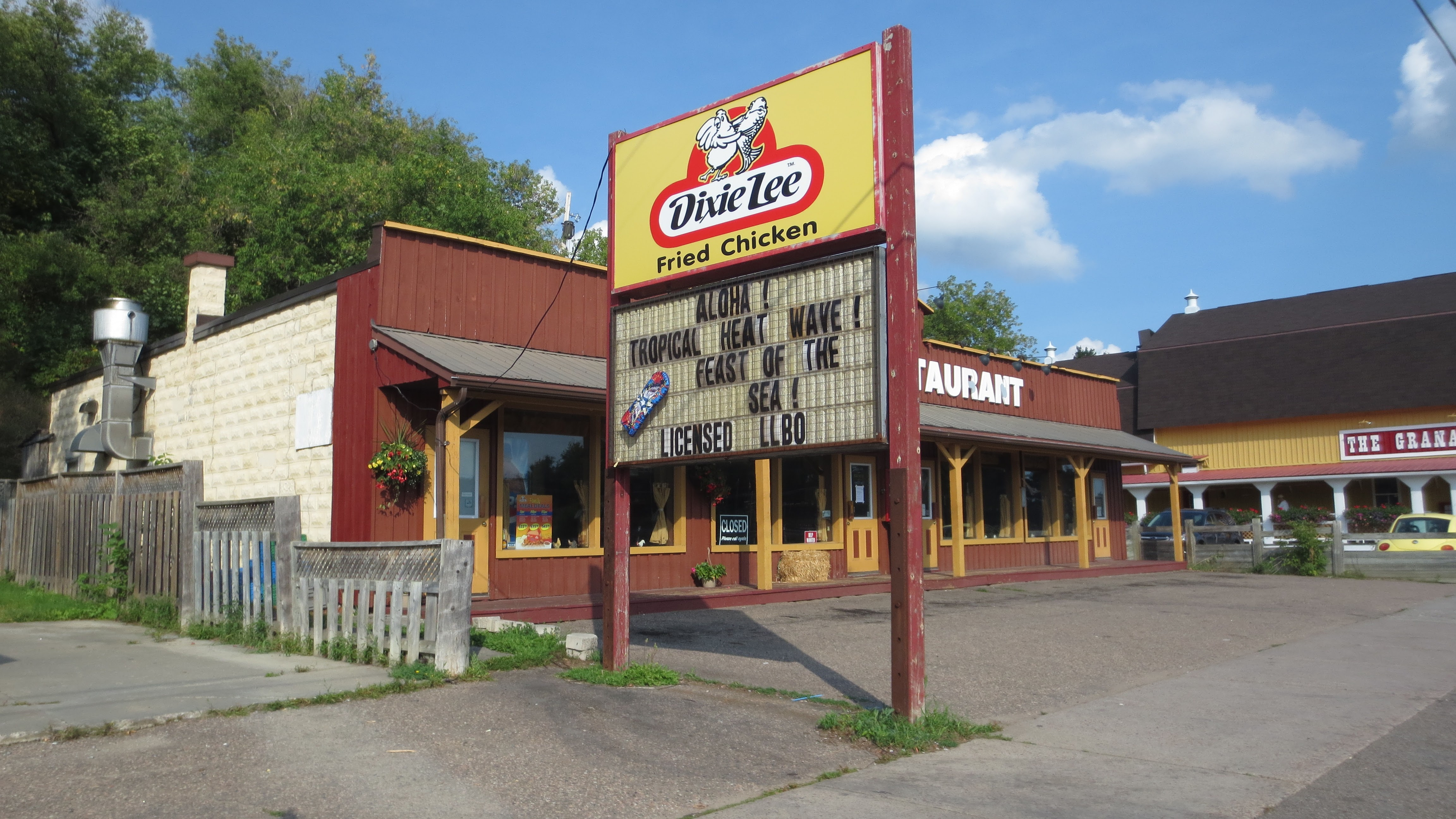
Dixie Lee à Eganville

- Dixie Lee à Spanish
- Dixie Lee à Penetanguishene
- Dixie Lee à Sutton
- Dixie Lee à Lakefeild
- Dixie Lee à Campbelleford
- Dixie Lee à Bancroft
- Dixie Lee à Barry's Bay
- Dixie Lee à Eganville

### Au Québec
Une toute nouvelle succursale a ouvert ses portes le 30 avril 2015 dans la ville de Québec, 30 ans après avoir quitté la ville, dans l'arrondissement Charlesbourg, de l'autre côté de la rue où se trouvait la succursale à l'époque.

#### Capitale-Nationale
- Dixie Lee Charlesbourg à Québec

#### Côte-Nord
- Dixie Lee à Baie-Comeau
- Dixie Lee à Port-Cartier

#### Bas-Saint-Laurent
- Dixie Lee à Rivière-du-Loup
- Dixie Lee à Rimouski
- Dixie Lee à Matane
- Dixie Lee à Mont-Joli
- Dixie Lee à Amqui

#### Gaspésie-Îles-de-la-Madeleine
- Dixie Lee à Ste-Anne-des-Monts

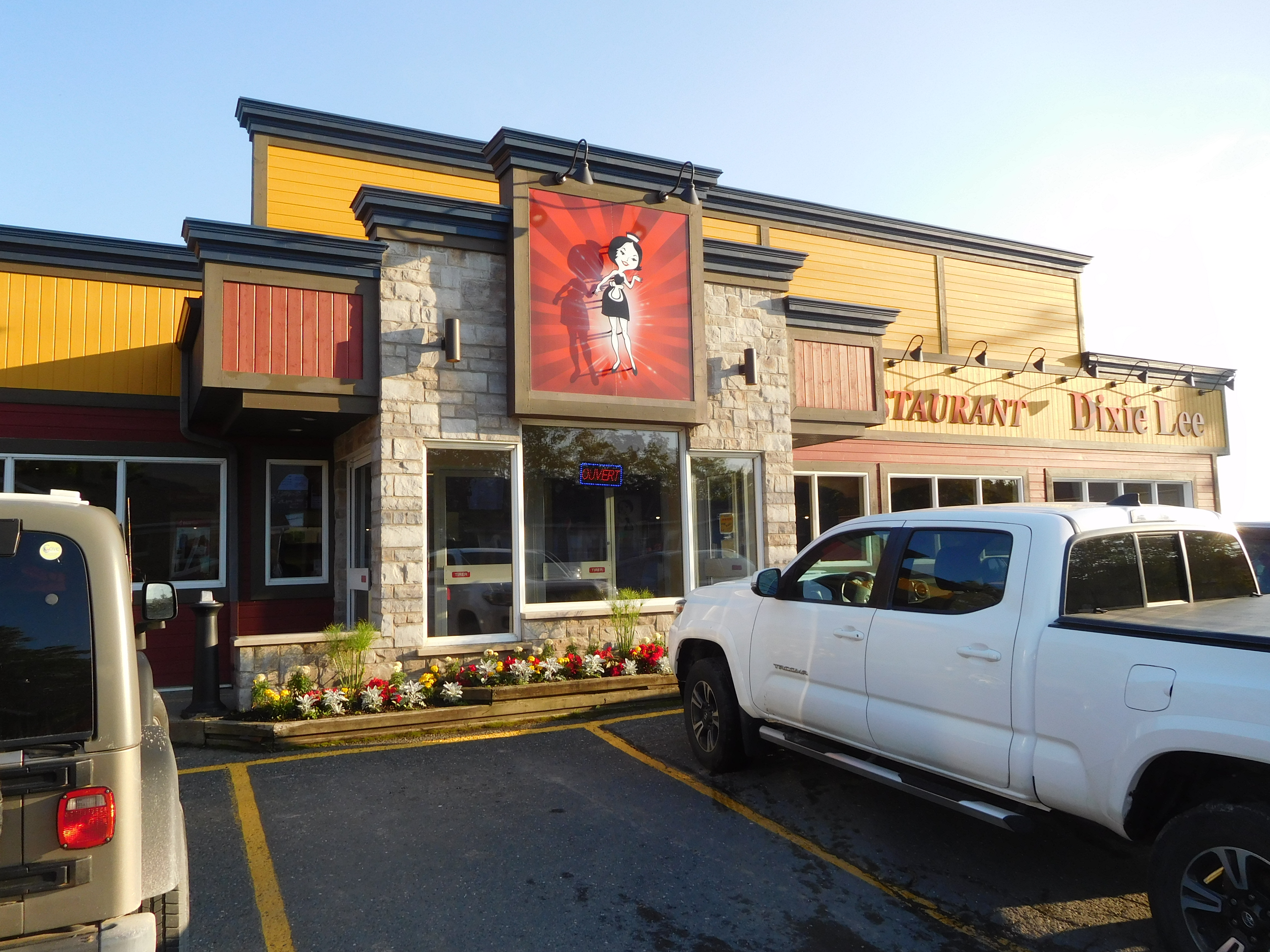
Dixie Lee à Carleton-sur-Mer

- Dixie Lee à Rivière-au-Renard (Gaspé)
- Dixie Lee à Gaspé
- Dixie Lee à Grande-Rivière
- Dixie Lee à Chandler
- Dixie Lee à Paspébiac
- Dixie Lee à Bonaventure
- Dixie Lee à New Richmond
- Dixie Lee à Carleton-sur-Mer
- Dixie Lee à Cap-aux-Meules (Îles-de-la-Madeleine)

### Nouveau-Brunswick, Nouvelle-Écosse et Île-du-Prince-Édouard
- Dixie Lee à Campbellton
- Dixie Lee à Dalhousie
- Dixie Lee à Beresford
- Dixie Lee à Bathurst
- Dixie Lee à Grande-Anse
- Dixie Lee à Caraquet[4]
- Dixie Lee à Lamèque
- Dixie Lee à Shippagan
- Dixie Lee à Tracadie-Sheila
- Dixie Lee à Néguac
- Dixie Lee à Chatham
- Dixie Lee à Richibucto
- Dixie Lee à Bouctouche
- Dixie Lee à Shediac
- Dixie Lee à Moncton
- Dixie Lee à Fredericton
- Dixie Lee à Woodstock
- Dixie Lee à Liverpool, anciennement à Halifax (Nouvelle-Écosse)
- Dixie Lee à Summerside[5]